# Novodinia magister
Novodinia magister is een zeester uit de familie Brisingidae.
De wetenschappelijke naam van de soort werd, als Odinia magister, in 1917 gepubliceerd door Walter Kenrick Fisher. De soort werd door hem beschreven aan de hand van materiaal dat bij een tocht met het Amerikaanse onderzoeksschip Albatross tussen 1907 en 1910 was opgedregd voor de zuidkust van Panay. Het verzamelde materiaal bestond uit een aantal 35 tot 36 cm lange armen die aan de basis ongeveer een centimeter breed waren. Een centrale schijf ontbrak, zodat het aantal armen ten tijde van de eerste beschrijving onbekend was.